# The Invisible Menace
Pour plus de détails, voir Fiche technique et Distribution.
The Invisible Menace est un film américain réalisé par John Farrow, sorti en 1938.

## Synopsis
Un soldat de l'armée américaine et son épouse tentent de passer leur lune de miel sur une île occupée par les militaires ainsi qu'un meurtrier.

## Fiche technique
- Titre : The Invisible Menace
- Réalisation : John Farrow
- Scénario : Crane Wilbur, d'après la pièce de Ralph Spencer Zink Without Warning
- Photographie : L. William O'Connell
- Montage : Harold McLernon
- Musique : Bernhard Kaun, Heinz Roemheld (non crédité)
- Direction artistique : Stanley Fleischer
- Costumes : Howard Shoup
- Producteurs: Hal B. Wallis, Jack L. Warner, Bryan Foy
- Société de production :  Warner Bros Pictures
- Société de distribution :  Warner Bros Pictures
- Pays d'origine :  États-Unis
- Langue : film muet avec les intertitres en français
- Format : Noir et blanc — 35 mm — 1,33:1 — Muet
- Genre : Comédie, Thriller
- Durée : 55 minutes
- Date de sortie : 
  - États-Unis : 22 janvier 1938

## Distribution
- Boris Karloff : M. Jevries / Dolman
- Marie Wilson : Sally Wilson Pratt
- Eddie Craven : Eddie Pratt
- Regis Toomey : Lieutenant Matthews
- Henry Kolker : Colonel George Hackett
- Cy Kendall : Colonel Bob Rogers
- Charles Trowbridge : Dr Brooks
- Eddie Acuff : Caporal Sanger
- Frank Faylen : Al
- Phyllis Barry : Mme Aline Dolman
- Willard Parker : Booker
- Jack Mower : Sergent Peterson
- William Haade : Soldat Ferris